# Front (Italië)
Front is een gemeente in de Italiaanse provincie Turijn (regio Piëmont) en telt 1661 inwoners (31-12-2004). De oppervlakte bedraagt 10,6 km², de bevolkingsdichtheid is 157 inwoners per km².
De volgende frazioni maken deel uit van de gemeente: Grange di Front.

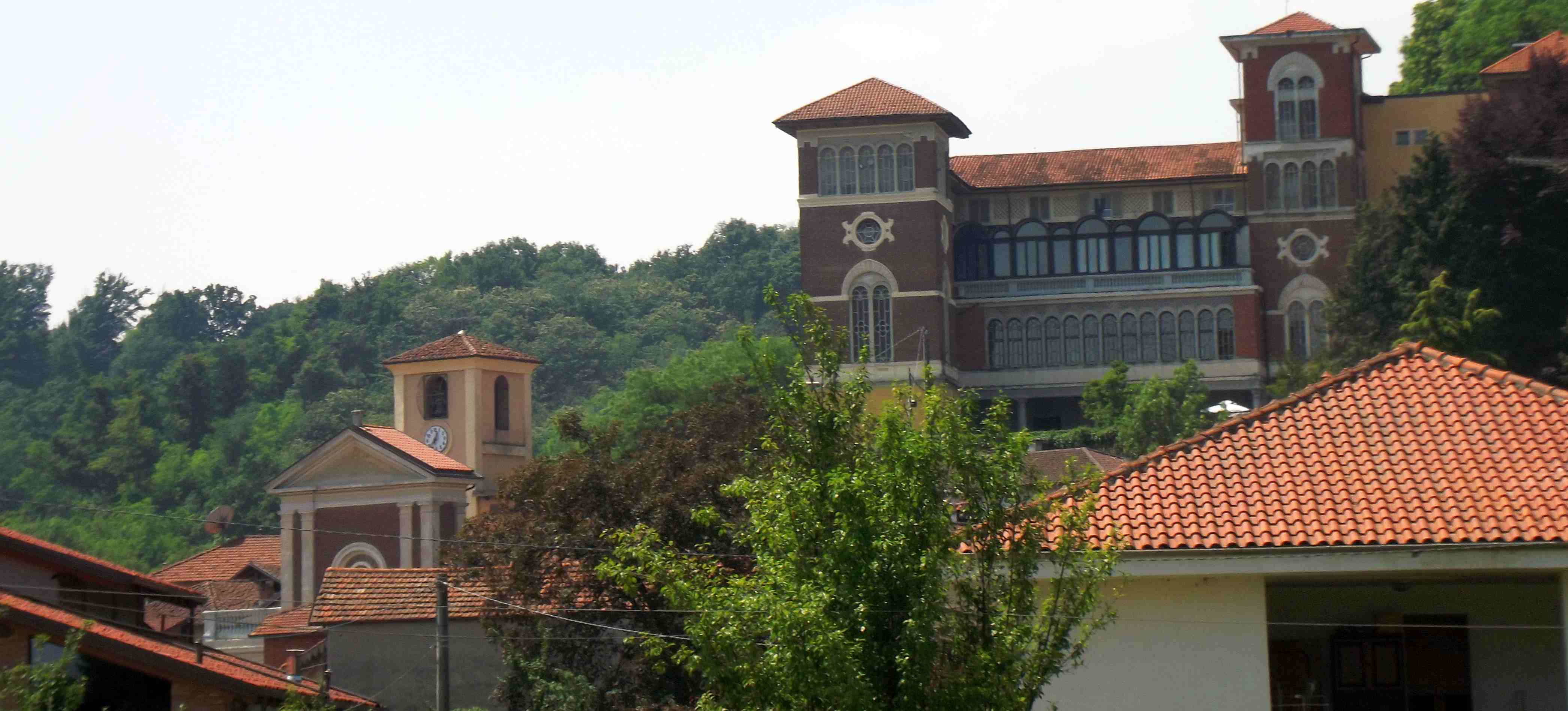
Front
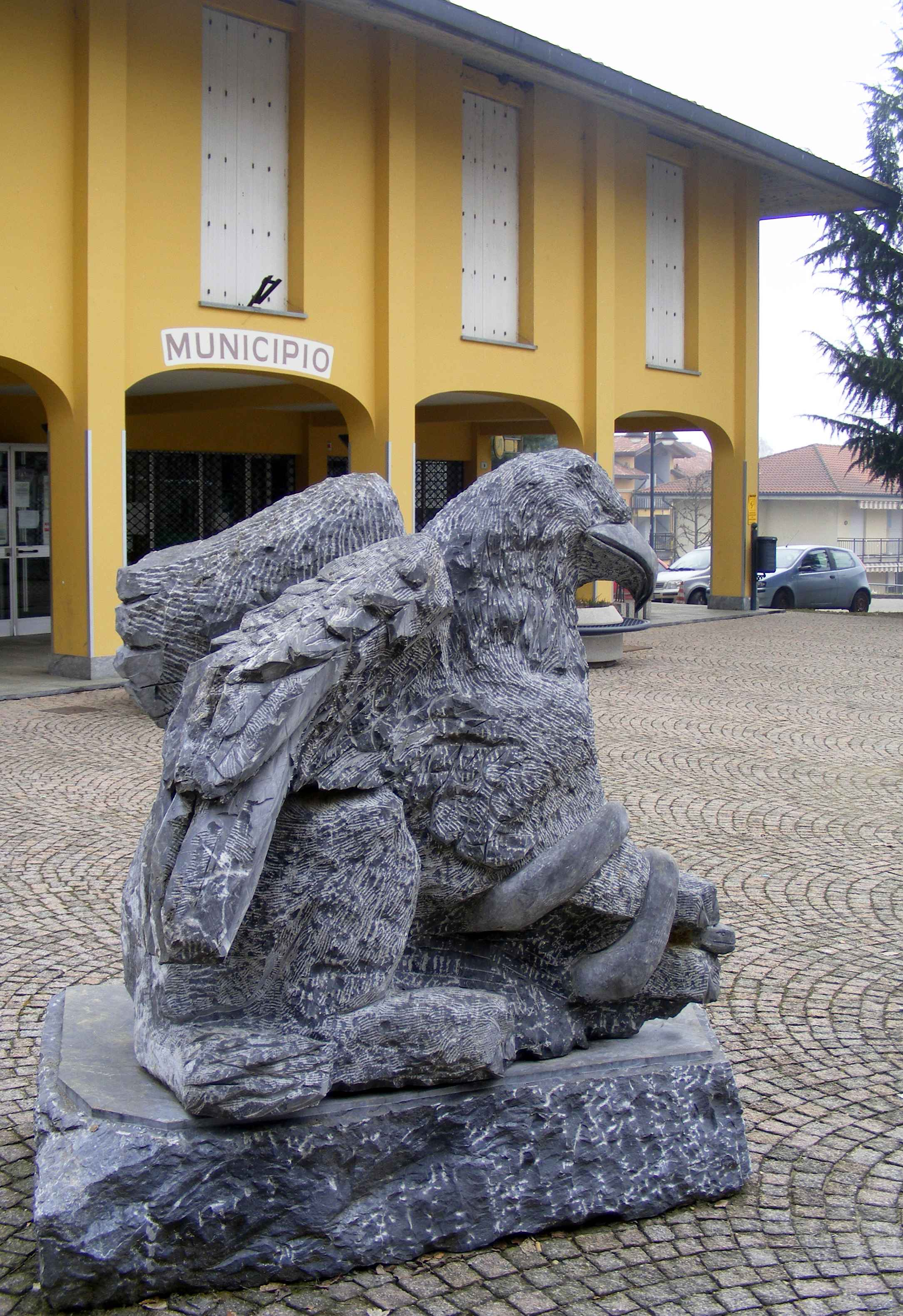
Gemeentehuis

## Demografie
Front telt ongeveer 689 huishoudens. Het aantal inwoners steeg in de periode 1991-2001 met 6,0% volgens cijfers uit de tienjaarlijkse volkstellingen van ISTAT.
| Jaar | Inwoneraantal |
| ---- | ------------- |
| 1991 | 1536          |
| 2001 | 1628          |

## Geografie
Front grenst aan de volgende gemeenten: Busano, Favria, Vauda Canavese, Oglianico, San Carlo Canavese, Rivarossa, San Francesco al Campo.
1. ↑  https://demo.istat.it/?l=it.